# Karl Lindberg (skidåkare)
Karl Johan Lindberg, född 14 maj 1906 i Trångsviken, död 23 maj 1988 i Trångsviken, var en svensk längdåkare som tävlade under 1930-talet.
Lindberg deltog i VM 1931 där han slutade trea på 50 kilometer och fyra på 18 kilometer.
Karl Lindberg är begravd på Alsens gamla kyrkogård.